# Brooklyn Pt. II
Brooklyn Pt. II to mixtape amerykańskiej grupy hip-hopowej D-Block wydany w 2007 roku przez Big Mike'a i Supa Mario. Gościnnie wystąpili na nim DMX, Ciara i Sizzla.
- Podkład z "Gimme" pochodzi z "Take Everything Ya Got" D-Block
- "It On Out" to skrócona wersja "Ugly (Thug It Out)" z "The Professional Part 3" DJ-a Clue

## Lista utworów
| #  | Tytuł                    | Występujący | Długość |
| -- | ------------------------ | --- | ------- |
| 1  | "Won't Let Me In"        | Big Mike, Supa Mario, Styles P, Sheek Louch, Fahim,                                                                                                 | 2:07    |
| 2  | "Big Mike Freestyle"     | Fahim | 2:01    |
| 3  | "Big Mike Freestyle"     | J-Hood | 1:19    |
| 4  | "Sheek Street"           | Sheek Louch | 1:17    |
| 5  | "Dog Nigga"              | - Intro: Fahim, DMX - Refren: DMX, Fahim - Pierwsza zwrotka: Fahim - Druga zwrotka: DMX - Trzecia zwrotka: DMX, Fahim                               | 3:51    |
| 6  | "Bars Of Death"          | - Intro: DJ Envy - Zwrotka: Jadakiss | 0:46    |
| 7  | "You Know It's Fa"       | Fahim | 2:38    |
| 8  | "High Like"              | J-Hood | 0:45    |
| 9  | "Poppin"                 | - Intro: Sheek Louch - Refren: Sheek Louch - Pierwsza zwrotka: Fahim - Druga zwrotka: J-Hood - Trzecia zwrotka: Sheek Louch                         | 3:47    |
| 10 | "Heat"                   | Styles P | 1:07    |
| 11 | "Let's Play"             | - Intro: Fahim - Refren: Sizzla - Pierwsza zwrotka: Fahim, Sizzla - Druga zwrotka: Sizzla - Trzecia zwrotka: Fahim, Sizzla                          | 3:37    |
| 12 | "Freestyle"              | J-Hood | 1:35    |
| 13 | "Gimme"                  | Fahim | 3:04    |
| 14 | "Haze"                   | - Intro: DJ Envy - Zwrotka: Styles P | 0:52    |
| 15 | "It's Me Again"          | Sheek Louch | 0:58    |
| 16 | "I'm Not Famous"         | Fahim | 2:09    |
| 17 | "Be On The Block"        | - Intro: DJ Envy, Styles P - Refren: J-Hood - Pierwsza zwrotka: Jadakiss - Druga zwrotka: Styles P                                                  | 1:30    |
| 18 | "Freestyle"              | Fahim | 1:38    |
| 19 | "Fly Fellow"             | J-Hood | 1:23    |
| 20 | "Stressed Out Freestyle" | Fahim | 1:20    |
| 21 | "It On Out"              | - Refren: Swizz Beatz - Zwrotka: Jadakiss | 1:40    |
| 22 | "Thug Style"             | - Intro: Ciara - Refren: Ciara - Pierwsza zwrotka: Fahim, Ciara - Druga zwrotka: Ciara, Fahim - Trzecia zwrotka: Ciara, Fahim - Outro: Fahim, Ciara | 4:34    |
| 23 | "Yippie Ay Ay"           | Fahim | 1:26    |
| 24 | "Keep Buggin"            | Sheek Louch | 1:19    |
| 25 | "Jail-A-La-La"           | Fahim | 1:41    |
| 26 | "Stressed Out Freestyle" | Fahim | 1:20    |
| 27 | "A-R-L-I-S-S"            | - Intro: Sheek Louch - Zwrotka: Straw | 2:47    |
| 28 | "You Pussy"              | Fahim | 1:03    |
| 29 | "Graveyard"              | Sheek Louch | 0:52    |
| 30 | "Slicker Than Average"   | Sheek Louch | 0:54    |
| 31 | "Bedtime Freestyle"      | Fahim | 2:02    |
| 32 | "Gutter Up"              | J-Hood | 3:00    |
| 33 | "D-Block Outro"          | Fahim | 2:14    |